# تجارت خارجی و سرمایه‌گذاری در هند
| Rank | Country             | Inflows (Million USD) | Inflows (٪) |
| ---- | ------------------- | --------------------- | ----------- |
| ۱    | موریس               | ۸٬۸۹۸                 | ۳۴٫۴۹٪      |
| ۲    | ایالات متحده آمریکا | ۴٬۳۸۹                 | ۱۷٫۰۸٪      |
| ۳    | ژاپن                | ۱٬۸۹۱                 | ۷٫۳۳٪       |
| ۴    | هلند                | ۱٬۸۴۷                 | ۷٫۱۶٪       |
| ۵    | بریتانیا            | ۱٬۶۹۲                 | ۶٫۵۶٪       |

تا زمان لیبرالیزاسیون در سال ۱۹۹۱، هندوستان تا حد زیادی از سطح بین‌المللی و بازارهای جهان منزوی شده بود تا بتواند اقتصاد نوپا خود را محافظت و پشتیبانی کند و به خودکفایی برسد. تجارت خارجی مشمول تعرفه واردات، مالیات صادرات و محدودیتهای کمیتی می‌شد، و این در حالی بود که سرمایه‌گذاری مستقیم خارجی به واسطه پایین بودن سهام ارزش ویژه، محدودیت‌های موجود بر سر راه انتقال تکنولوژی، تعهدات صادراتی و تاییدیه‌های دولتی محدود و کم شده بود؛ این تاییدیه‌ها برای تقریباً ۶۰٪ از سرمایه گذاری‌های مستقیم خارجی در بخش صنعتی لازم و ضروری بود. هدف از اعمال محدودیتها آن بود که اطمینان حاصل شود که متوسط سالانه سرمایه‌گذاری خارجی در خلال سالهای ۱۹۸۵ تا ۱۹۹۱ قریب به ۲۰۰ میلیون دلار بوده‌است و این میزان تضمین و تأمین شود؛ بخش اعظمی از گردش‌های سرمایه شامل کمکهای خارجی، وام اقتصادی و سپرده‌های NDI تأمین شده‌است.

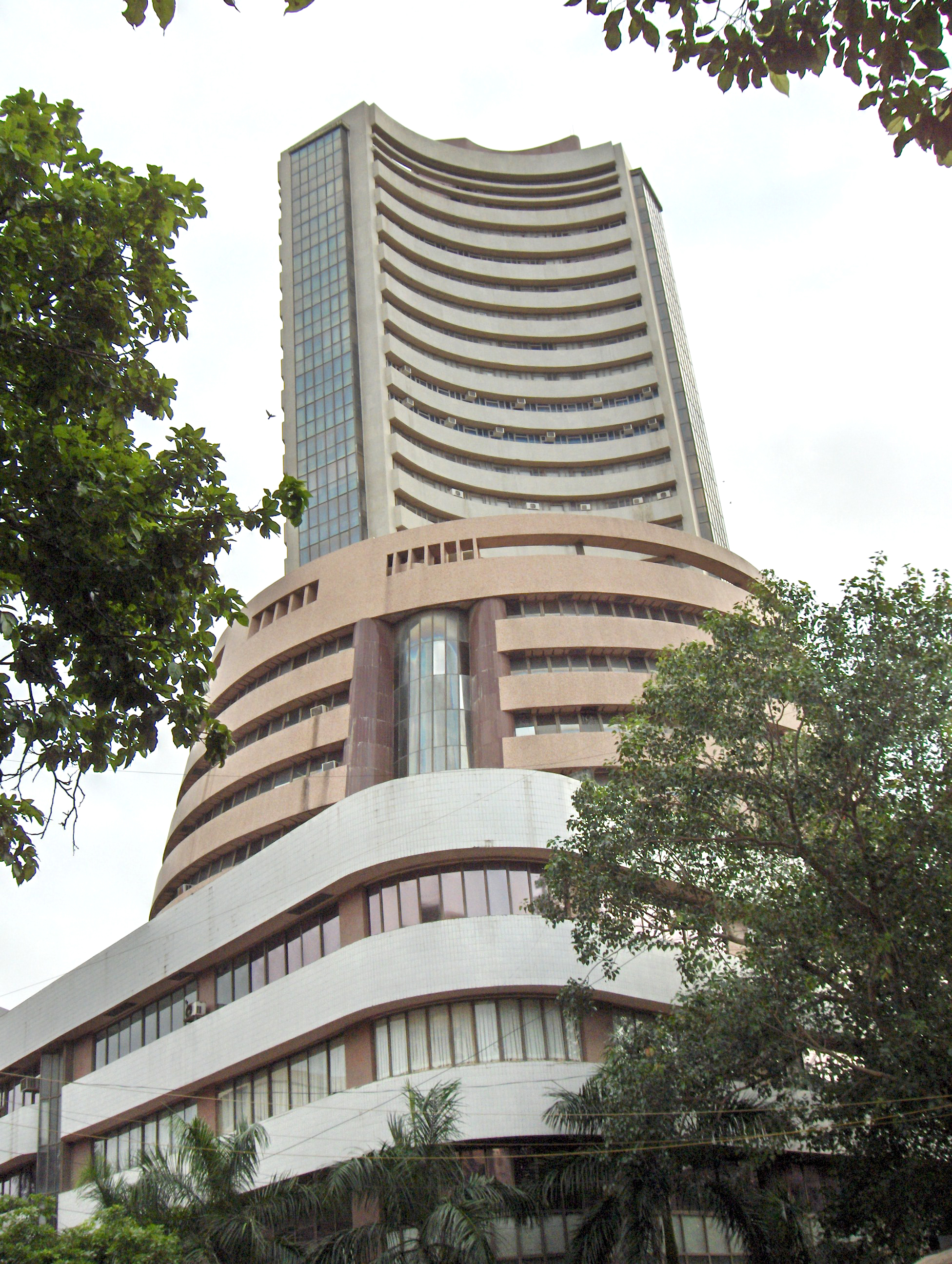
دفتر اصلی بازار سهام هند در بمبئی که یکی از قدیمی‌ترین بازارهای بورس سهام آسیا به‌شمار می‌رود

بازار بورس بمبئی یکی از دو بازار بورس بزرگ در هند است. از شاخص این بازار برای سنجش توان اقتصاد هند استفاده می‌شود.
به‌علت سلطه چای، تولیدات کنف و کتان که تقاضاها برای آن‌ها به‌طور کلی انعطاف‌پذیری (اقتصاد) بود، در ۱۵ سال اول پس از استقلال، صادرات هند دچار رکود و کسادی شد. در آن دوران، واردات نیز عمدتاً شامل ماشین آلات، تجهیزات و موارد خام بود که علت این امر صنعتی سازی نوپا بود. از زمان لیبرالیزاسیون، ارزش تجارت بین المل هند بیشتر مبتنی بر خارج بوده‌است و از ۲۵۰/۱ کرور در سالهای ۵۱- ۱۹۵۰ به ۶۳/۰۸۰/۱۰۹ کرور در سالهای ۴-۲۰۰۳ رسید. شرکای تجاری اصلی هند را چین، ایلات متحده، امارات متحده عربی، بریتانیا و انحادیه اروپا تشکیل می‌دادند.. در طول ماه اوت سال ۲۰۰۶ صادرات هند به ۳/۱۰ میلیون دلار رسید که رشدی معادل ۴/۴۱٪ را نشان می‌داد و واردات این کشور به ۸۷/۱۳ بیلیون دلار رسید که در مقایسه با یک سال پیش از آن ۱۶/۳۲٪ رشد داشته‌است. .
هند از سال ۱۹۷۴ یکی از اعضای بانی و بنیان‌گذار موافقت نامه عمومی درباره تعرفه‌های گمرکی و بازرگانی (گات) و جایگزین آن سازمان تجارت جهانی بوده‌است. هند در حالی که به‌طور فعال در نشستهای شورای عمومی آن شرکت می‌کند، همواره در ابراز نگرانی و اعتراض در خصوص]]کشورهای در حال توسعه| دنیای در حال توسعه]] بسیار تعیین‌کننده بوده‌است. من‌باب مثال، هند به مخالفت خود با گنجاندن موضوعاتی از قبیل کار و مسائل زیست‌محیطی و دیگر " موانع غیر تعرفه‌ای در سیاست‌های سازمان تجارت جهانی ادامه می‌دهد..

## توازن پرداختها
توازن پرداختهای هند بر حساب جاری این کشور از زمان استقلال منفی بوده‌است. از زمان لیبرالیزاسون در دهه نود قرن بیستم (که با وقوع بحرانی در توازن پرداخت رخ داد)، صادرات هند به‌طور ثابت در حال رشد بوده‌است و ۳/۸۰٪ صادرات این کشور در سال ۴-۲۰۰۳ را پوشش داد، در حالی که این میزان در سالهای ۹۱-۱۹۹۰ تنها ۲/۶۶٪ بود. اگرچه هند در حال حاضر یکی از واردکنندگان صرف و خالص محسوب می‌شود، از ۷-۱۹۹۶، توازن پرداخت کلی (یعنی شامل توازن حساب سرمایه آن مثبت بوده‌است که علت این موفقیت نیز عمدتاً افزایش سرمایه‌گذاری مستقیم خارجی و حسابهای به دست آمده از NRI بوده‌است. تا این زمان، توازن کلی تنها هر از گاهی به خاطر کمک‌های خارجی و وام‌های بازرگانی مثبت بود. در نتیجه، ذخایر حساب ارزی هند به ۱۴۱ بیلیون در سال ۶-۲۰۰۵ رسید..

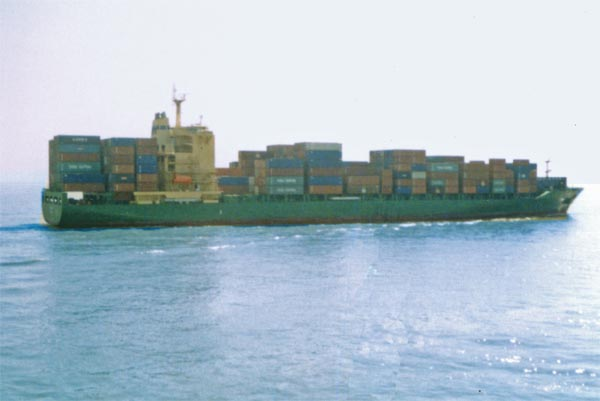
India is a net importer: in 2005, imports were $89.33bn and exports $69.18bn.

وابستگس هند به کمکهای خارجی و وامهای بازرگانی از سال ۲-۱۹۹۱ کاهش یافته‌است، و از ۰۳-۲۰۰۲ این کشور به بازپرداخت قروض خود اقدام نموده‌است. نرخ سود کاهش یافته و کم کردن از میزان وامها، نسبت بدهی هند را از ۳۵/۳٪ در سال ۹۱-۱۹۹۰ تا ۱/۱۴٪ در سال ۰۲-۲۰۰۱ کاهش داده بود..

## سرمایه‌گذاری مستقیم خارجی در هند
هند که چهارمین اقتصاد بزرگ جهان را دارا می‌باشد، یکی از مرجح‌ترین و مطلوبترین مقصدها برای سرمایه‌گذاری مستقیم خارجی (FDI) محسوب می‌شود؛ هند همچنین در فناوری اطلاعات و دیگر حوزه‌ها از قبیل قطعات اتومات و خودکار، محصولات شیمیایی، پوشاک، داروسازی و جواهرات توان بالایی دارد. هند همیشه یکی از منابع و استعدادها برای سرمایه گذاران جهانی بوده‌است، اما سیاست‌های خشک مربوط به سرمایه‌گذاری مستقیم این کشور، مانع بزرگی در این زمینه محسوب می‌شد. اکنون در نتیجه یک سری اصلاحات اقتصادی مثبت و خوش بینانه که به منظور حذف نظارت دولت از اقتصاد و سرمایه‌گذاری خارجی صورت گرفته، هند به یکی از کشورهای پیش روی منطقه آسیا-اقیانوسیه تبدیل شده‌است که با سرعت بالادر حال رشد و پیش روی است. هند خاستگاه منبع عظیمی از کارشناسان و متخصصان زبده مدیریتی و فنی است. میزان جمعیت طبقه متوسط این کشور ۳۰۰ میلیون نفر است که از جمعیت ایالات متحده و اتخادیه اروپا بیشتر است و نشان می‌دهد که این کشور بازار مصرف بسیار قدرتمندی دارد.
سیاست سرمایه‌گذاری خارجی هند که اخیراً (۲۰۰۵) آزاد شده‌است، سرمایه‌گذاری تا حد سهام ۱۰۰٪ را مجاز می‌داند. با اصلاحاتی که در سیاست صنعتی این کشور رخ داده، الزامات مربوط به صدور پروانه تا حد متنابعی کاهش یافته، محدودیتهای توسعه تا حد زیادی از بین رفته و دسترسی آسان به‌فناوری خارجی و سرمایه‌گذاری مستقیم خارجی (FDI) تسهیل شده‌است. منحنی رو به رشد بخش املاک و مستغلات مدیون اقتصاد رونق یافته هند و آزادسازی نظام سرمایه‌گذاری مستقیم خارجی در این کشور است. در مارس ۲۰۰۵، دولت با اصلاح و تعدیل قوانین مربوطه، سرمایه‌گذاری مستقیم خارجی تا حد ۱۰۰٪ را در تجارت و اقتصاد مجاز اعلام کرد..
این مسیر خودکار و اتومات در احداث شهرک‌های کوچک، مسکن، زیر ساخت و پروژه‌های مرتبط با توسعه ساختمانی از جمله خانه سازی، محوطه‌های بازرگانی، هتلها، تفریح گاهها، بیمارستانها، موسسات آموزشی، مکانهای تفریح و سرگرمی و زیرساختهایی که در سطح شهر و منطقه صورت می‌گیرد نیز رعایت می‌شود.